# Molophilus (Molophilus) pulvinus
Molophilus (Molophilus) pulvinus is een tweevleugelige uit de familie steltmuggen (Limoniidae). De soort komt voor in het Neotropisch gebied.